# Suzanne W. Tourtellotte
Suzanne W. Tourtellotte (11 de enero de 1945 – 20 de junio de 2013) fue una astrónoma estadounidense, descubridora de planetas menores e investigadora de la Universidad de Yale en Estados Unidos.

## Biografía
Se graduó del MIT en 1966 y obtuvo una maestría en la Universidad de Yale en 1967. Continuó sus estudios de doctorado en bioquímica de la Universidad de Princeton en 1971.
Desde 1998 fue administradora de datos en el departamento de astronomía de la Universidad de Yale para el consorcio YALO y SMARTS. Trabajó con Brad Schaefer en fotometría de la luna Nereid. En 2003, junto con David L. Rabinowitz, Brad y Martha Schaefer, estudió las curvas de fase solar y los estados de rotación de los objetos del cinturón de Kuiper. En 2013; trabajó en la encuesta KBO Quest del Observatorio La Silla.
Fue miembro de la facultad en Albertus Magnus College hasta 2008. Fue investigadora científica en el departamento de astronomía de Yale.
Murió a la edad de 68 años en Hamden, Connecticut.

## Lista de planetas menores descubiertos
El Centro de planetas menores le atribuye el codescubrimiento de 15 planetas menores realizados en el Observatorio La Silla en Chile en 2010, en colaboración con los astrónomos David L. Rabinowitz y Megan E. Schwamb. Los más notables son (316179) 2010 EN65 y (445473) 2010 VZ98, un troyano Neptune y un objeto transneptuniano, respectivamente.
| (312645) 2010 EP65 | 9 de marzo de 2010      |
| (316179) 2010 EN65 | 7 de marzo de 2010      |
| (382004) 2010 RM64 | 9 de septiembre de 2010 |
| (445473) 2010 VZ98 | 11 de noviembre de 2010 |
| (471136) 2010 EO65 | 9 de marzo de 2010      |
| (471137) 2010 ET65 | 13 de marzo de 2010     |
| (471149) 2010 FB49 | 17 de marzo de 2010     |
| (471150) 2010 FC49 | 18 de marzo de 2010     |
| (471151) 2010 FD49 | 19 de marzo de 2010     |
| (471152) 2010 FE49 | 19 de marzo de 2010     |
| (471155) 2010 GF65 | 14 de abril de 2010     |
| (471172) 2010 JC80 | 12 de mayo de 2010      |
| (471196) 2010 PK66 | 14 de agosto de 2010    |
| (471210) 2010 VW11 | 3 de noviembre de 2010  |
| (499522) 2010 PL66 | 14 de agosto de 2010    |